# Walther Bothe
Walther Wilhelm Georg Bothe (1891-1957) là nhà vật lý người Đức. Ông đoạt Giải Nobel Vật lý cùng với Max Born vào năm 1954. Công trình giúp Bothe đoạt giải thưởng này là việc tìm ra phương pháp trùng phùng và các khám phá có liên quan. Tên của ông đã được dùng để đặt cho tiểu hành tinh 19178 Walterbothe.